# Elektrowatt
Elektrowatt (ehemals Bank für elektrische Unternehmungen, kurz Elektrobank) ist ein ehemaliges deutsch/schweizerisches Beteiligungs- und Finanzierungsunternehmen mit Sitz in Zürich. Es war bis zu seiner Zerschlagung Ende der 1990er-Jahre schwerpunktmässig im Bereich der Energieversorgung und der Elektroindustrie in der Schweiz und in Deutschland aber auch in Österreich, Italien, Spanien und in Übersee tätig.

## Geschichte

### Hintergrund / Gründung
Das Unternehmen wurde 1895 als Bank für Elektrische Unternehmungen (kurz: Elektrobank) von der deutschen Allgemeinen Elektricitäts-Gesellschaft (AEG) in Verbindung mit einem Bankenkonsortium unter Führung der Schweizerischen Kreditanstalt (SKA) gegründet.
Die Elektrobank war eine typische Finanzierungsgesellschaft der europäischen Elektroindustrie des ausgehenden 19. Jahrhunderts. Wegen des grossen Kapitalbedarfes und des hohen unternehmerischen Risikos in dieser Phase der Industrialisierung gründeten einige grosse Industrieunternehmen in Verbindung mit Banken und anderen Geldgebern Tochtergesellschaften ohne operatives Geschäft, die ausschliesslich der Beteiligung an anderen Unternehmen (meist über Obligationen) dienten. So gründete z. B. die AEG neben der Elektrobank 1894 auch noch die Gesellschaft für elektrische Unternehmungen (Gesfürel) und 1895 die Elektrizitäts-Lieferungs-Gesellschaft (ELG). Die Schuckert & Co. gründete 1894 die Rheinische Schuckert-Gesellschaft für elektrische Industrie AG (RSG, später Rheinenergie) und 1895 auch noch die Continentale Gesellschaft für elektrische Unternehmungen („Continentale“). Die Elektrizitäts-AG vormals W. Lahmeyer & Co. gründete u. a. die Deutsche Gesellschaft für elektrische Unternehmungen.

### Wachstum und Konsolidierung

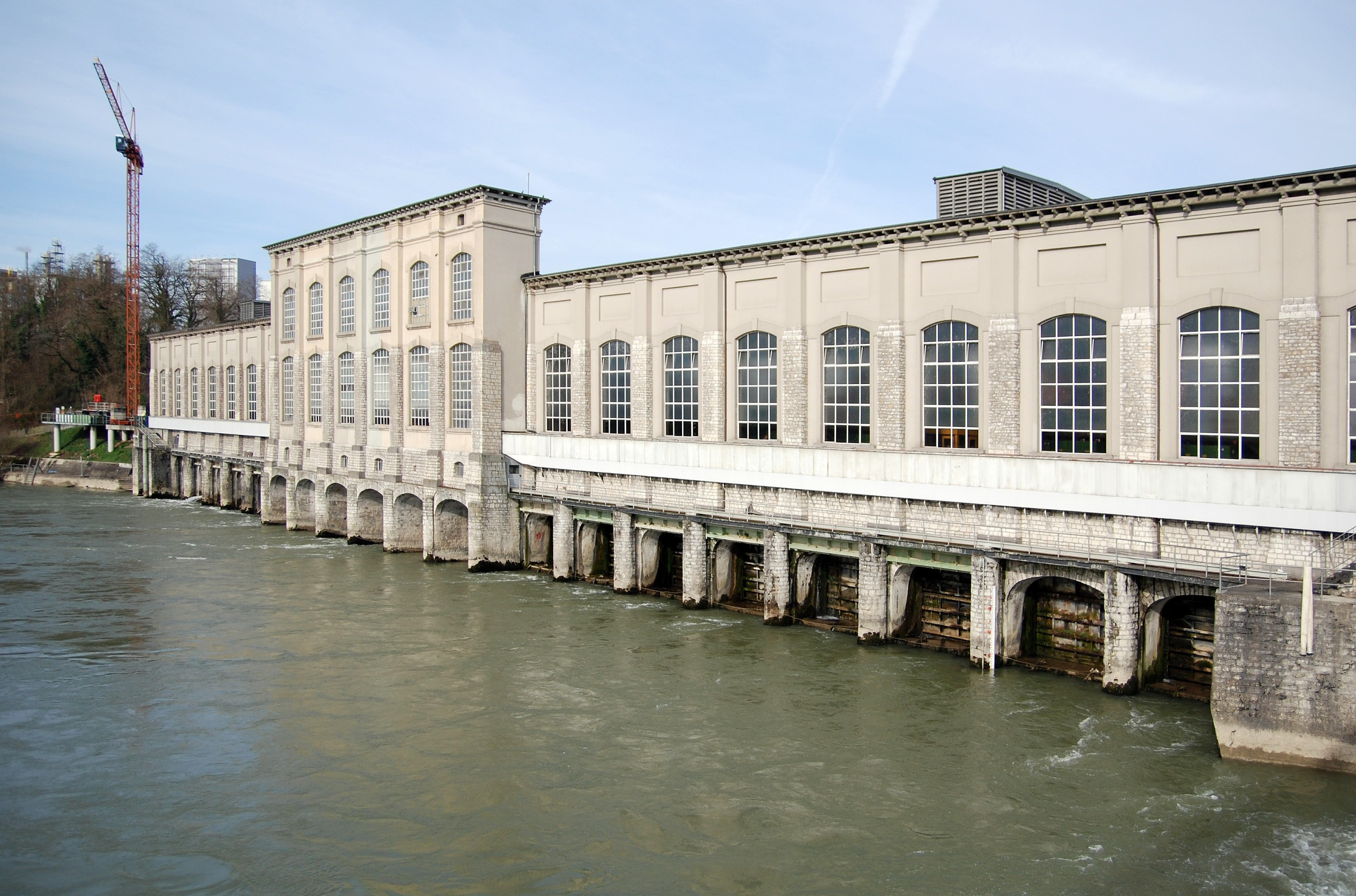
Das alte Wasserkraftwerk Rheinfelden, mit Mitteln der Elektrobank finanziert

Aktie über 500 Franken der Elektro-Watt Elektrische und Industrielle Unternehmungen AG vom 27. Juni 1966

In der Frühzeit der Elektrifizierung war die Elektrobank vor allem in Deutschland und in der Schweiz aktiv. Sie finanzierte u. a. den Bau der grossen Wasserkraftwerke in Rheinfelden (1898), Augst-Wyhlen (1912) und Laufenburg (1914).
Der Erste Weltkrieg führte zum Ausstieg der AEG und einer regionalen Verlagerung des Geschäftes weg von Deutschland hin zu anderen Ländern wie Österreich, Italien, Spanien und Frankreich. Zudem war die Elektrobank zunehmend nicht nur im Bereich der Finanzierung, sondern auch im Bereich der Projektentwicklung und der technischen Planung tätig. Hierfür wurde 1920 eine Ingenieurplanungsabteilung ("Baubureau"), die spätere EWI, gegründet. 1939 war die Elektrobank Mitgründer der  Pilatus Flugzeugwerke AG.
1946 erfolgte die Umbenennung in Elektro-Watt Elektrische und Industrielle Unternehmungen AG. Das Unternehmen plante und finanzierte zahlreiche Kraftwerksprojekte (insbesondere Wasserkraft) in der Schweiz, in Europa und in aller Welt. Elektro-Watt war u. a. am Bau des Atatürk-Staudammes, des Wasserkraftwerkes Karakaya und in der Schweiz am Bau des Kernkraftwerks Leibstadt beteiligt.

### Zerschlagung
Mitte der 1990er-Jahre beschloss der Haupteigentümer Credit Suisse (Nachfolger der SKA) eine Neuorientierung und den Ausstieg aus dem Energie-Geschäft. Elektrowatt wurde daher aufgespalten und sukzessive verkauft:
- Der Kernbereich mit den Beteiligungen im Bereich der Energieversorgung wurde 1996 in die Watt AG ausgelagert. Credit Suisse gab bis auf eine Minderheitsbeteiligung von 20 % seine Anteile an NOK (31 %), Bayernwerk und EnBW (je 24,5 %) ab. 2001/2002 gaben die deutschen Anteilseigner EnBW und E.ON (Nachfolger des Bayernwerkes) ihre Anteile an die NOK bzw. an deren Muttergesellschaft Axpo ab, so dass sich die Watt AG ganz in schweizerischem Besitz befand.[8] Im Gegenzug gingen die 1998 gegründete deutsche Tochtergesellschaft Watt Deutschland[9] und die Kraftwerke Rheinfelden und Laufenburg 2004 zu 100 % an EnBW.[10] E.ON zog sich zurück und baute stattdessen sein Engagement bei BKW FMB Energie aus.
- Der Geschäftsbereich Industrie wurde 1996 von Siemens übernommen[11] und unter dem späteren Namen Siemens Building Technologies[1] in den Konzern integriert.[3][12]
- Die seit 1964 selbständige technische Planungsgesellschaft Elektrowatt Ingenieurunternehmungen AG (EWI), später Electrowatt Engineering AG, wurde 1999 an den finnischen Konzern Jaakko Pöyry verkauft.[13] Im Jahr 2001 wurde das Unternehmen in einen Energiebereich (Electrowatt-Ekono AG) und einen Infrastrukturbereich (Electrowatt Infra AG) aufgeteilt. Sie firmierten als Pöyry Energy AG und Pöyry Infra AG. Im Jahr 2006 wurden schliesslich sämtliche Firmen der EWI-Gruppe in Pöyry umbenannt.[14]

Die verbleibende Elektrowatt-Holding (zuletzt als GmbH ohne jede Beteiligungen geführt) wurde 2008 liquidiert.

## Beteiligungen
Im Laufe seines Bestehens hielt Elektrowatt unter anderem Beteiligungen an den folgenden Unternehmungen:
Bereich Energieversorgung
Kraftwerk Laufenburg / Elektrizitätsgesellschaft Laufenburg AG
Centralschweizerische Kraftwerke AG
Kraftübertragungswerke Rheinfelden AG
Watt AG
→ Watt Deutschland
Serewatt AG
Calpine Corporation (USA)
T. Clarke plc (Vereinigtes Königreich)
Bereich Elektro-Industrieausrüstung
Cerberus AG in Männedorf, Brandschutz
Staefa Control System AG in Stäfa, Gebäudeautomatisierung.
Landis & Gyr AG in Zug
→ Landis & Staefa
Schaffner Elektronik AG
Kummler & Matter AG
Alfred Neye Enatechnik GmbH (Deutschland)
Texim Electronics BV (Niederlande)
Melcher AG
TME Components BV (Niederlande)
Vibro-Meter International AG
Siemens-Albis Aktiengesellschaft
SonstigeMoor Finanz AG
Unitech plc (Vereinigtes Königreich)
Prontophot Holding AG
Ego Kunststoffwerk AG
Göhner AG
Elektrowatt Ingenieurunternehmung AG
Sandwell, Inc. (Kanada)
Winter Partners Holding AG
Elektrowatt Finance (BVI) Ltd. (British Virgin Islands)